# LS-6
LS-6— комплект з парою крил, який перетворює звичайні авіаційні бомби у високоточні. Створений в КНР Центром розвитку оптоелектричних технологій Лояна (LOTDC),  дочірньою компанією Корпорації авіаційної промисловості Китаю (AVIC). Абревіатура LS означає Léi shí (Кит: 雷石, Укр: «Громовий камінь»), а 6 означає що він був прийнятий на озброєння у 2006 р. Носіями є літаки JH-7, JF-17 Thunder, J-10, J-11,  J-20. Аналог JDAM.

## Варіанти
Існують 4 варіанти високоточних бомб LS-6: масою 50, 100, 250 і 500 кг.

## Оператори
- КНР
- Пакистан
- Бангладеш